# Sparrefors
Sparrefors, f.d. järnbruk i Voxna socken (nuvarande Ovanåkers kommun), Hälsingland. Assessor Anders Swab, ägare till Voxna bruk, fick 1729 privilegium på att anlägga en manufaktur- och en knipphammare med 2 härdar. År 1736 planerade man för en utbyggnad av verksamheten med ytterligare en hammare för att utöka tillverkningen av s.k. saltpanneplåt. Detta blev dock inte av. 1778 flyttades manufakturverket nedströms p.g.a. vattenbrist, och på 1780-talet utökades tillverkningen med plåt avsedd för sågblad. På 1830-talet uppges att manufakturverket ska ha varit nedlagt. En ny smedja ska dock ha anlagts 1843, och 1855 startades manufakturverket på nytt. 
Det lades slutligen ned 1888. Då var ägaren Sixten Sparre. Han reste följande år till Bollnäs där han mötte upp Elvira Madigan som rest från cirkusen i Sundsvall. De reste därefter till Skagen i Danmark där han först sköt henne och därefter sig själv.